# Walter Boje
Walter Boje (16 de noviembre de 1905 - 20 de julio de 1992) fue un fotógrafo alemán.
Realizó estudios de economía política aunque al mismo tiempo aprendió pintura en un taller de restauración. Al terminar sus estudios empezó a trabajar y llegó a ser profesor universitario pero abandonó la docencia en 1939 al ser nombrado secretario general de la Academia Alemana de Investigaciones Aeronáuticas.
Empezó a dedicarse a la fotografía al finalizar la Segunda Guerra Mundial, cuando abrió un laboratorio fotográfico en Berlín, también estuvo trabajando como reportero gráfico y después se trasladó a Hamburgo como fotógrafo de teatro. En 1954 entró a trabajar en la empresa Agfa donde permaneció hasta 1969, ya que ese año fue nombrado director de la Famous Photographers School de Múnich que estuvo dirigiendo hasta 1972.
Su trabajo se inicia con fotografía en blanco y negro, pero en 1950 ya comenzó a trabajar la fotografía en color y sus fotografías de teatro las realizaba sin iluminación adicional reflejando el movimiento por su rastro. Escribió varios libros sobre el empleo del color siendo los más conocidos Magie der Farbenphotographie (La magia de la fotografía en colores) de 1961, Mut zur Farbe (Colores intensos) de 1963, Fotografieren mein Hobby de 1965 y Portraits in Farbe (Retratos en color) de 1976.
Entre otros reconocimientos puede destacarse el nombramiento como presidente de honor de la Sociedad Alemana de Fotografía (DGPh).